# チュニス征服 (1535年)
1535年のチュニス征服は、オスマン帝国支配下のチュニスをカール5世率いるハプスブルク帝国が占領した戦闘。オスマン帝国によって滅んでいたハフス朝が、スペインの保護国として一時的に復活した。

## 背景
1533年、オスマン帝国のスルタンスレイマン1世は、バルバリア海岸・アルジェの海賊バルバロス・ハイレッディンに、コンスタンティノープルの造船所で巨大軍艦を建造するよう命じた。1533年から1534年の冬の間に70隻のガレー船が建造され、ユダヤ人2000人を始めとした多数の奴隷が漕ぎ手とされた。バルバロス・ハイレッディンは、この新海軍を率いて活発にイタリア沿岸を略奪した。1534年8月16日、彼はスペインの属国ハフス朝の首都チュニスを征服し、アミールのハサン・ムハンマド6世を追放した。彼は宿敵マルタ騎士団のいるマルタ島ににらみを利かせるチュニスに拠点を置いた。
この動きに対し、当時ヨーロッパ最強の君主の一人であった神聖ローマ皇帝カール5世は3万人の兵、アントウェルペンから74隻のガレー船（鎖でつながれたプロテスタントを漕ぎ手とする）、300隻の帆船、マルタ騎士団のキャラック船旗艦サンタ・アナ、ポルトガルのガレオン船旗艦ボタフォゴ、336門のブロンズ砲を搭載した当時世界最強の砲艦を招集し、対オスマン帝国遠征に乗り出した。この遠征のために、カール5世は莫大な戦費を費やした。彼はドナウ川地方でのオスマン帝国との戦いに100万ドゥカートをつぎ込んでおり、チュニス遠征の戦費も同じくらいであったと推定されている。こうした莫大な費用は、新大陸からガレオン船で運ばれてくる金銀に依存していた。ちなみにチュニス遠征と全く同時期に南米でコンキスタドールフランシスコ・ピサロがインカ帝国を征服しているが、彼が1533年にインカ皇帝アタワルパから偽りの身代金として奪った財宝は200万ドゥカート金貨相当だった。
カール5世はフランスにも協力を要請したが、フランス王フランソワ1世はバルバロス・ハイレッディンと結んだ3年の休戦を理由に拒否した。それどころかフランソワ1世は秘密裏にスレイマン1世との間で対カール5世同盟を画策しており、これが1536年に成立することとなる。彼は、教皇パウルス3世から求められたカール5世の遠征中の不可侵にのみ同意した。

## 戦闘
1535年6月1日、カール5世はジェノヴァ艦隊とともにバルバロス・ハイレッディンの艦隊を破り、チュニスに隣接する港町ラ・グレット攻略にとりかかった。ここでキリスト教連合軍は大きな犠牲を払ったものの、最終的にポルトガル旗艦ボタフォゴが港を封鎖していた防鎖を衝角で破壊し、港内から街に砲撃をかけたことで決着がついた。その後まもなく、チュニスも占領された。街を占領したスペイン部隊が廃墟を探索していた際、フランスの紋章フルール・ド・リスがついた砲弾が発見され、ここでフランスとオスマン帝国の結託が露見することとなった。
この戦いで、チュニス市内に残っていた推定3万人のムスリム住民が虐殺された。バルバロス・ハイレッディンは、数千人のトルコ人部隊を拾ってアルジェに逃れた。ハサン・ムハンマド6世はアミール位を取り戻した。死体の悪臭に耐えかねたカール5世は、まもなくチュニスの南東のラデスに陣を移した。
当時のカール5世は神聖ローマ皇帝であるほかに南イタリアの大部分、シチリア島、スペイン、アメリカ大陸の植民地、オーストリア、ネーデルラント、ドイツという広大な範囲を支配しており、チュニス攻撃の成功はその威信をさらに高めるものとなった。
チュニスを失陥したことで、オスマン帝国のスレイマン1世はハプスブルク帝国に対抗するためのフランスとの公式な同盟実現に向けてさらに力を注ぐようになった。フランスは大使ジャン・ド・ラ・フォレをコンスタンティノープルに派遣し、これ以降条約締結に向けてオスマン宮廷にフランス大使が常駐するようになった
1536年4月5日、カール5世はローマで「異教徒に対する勝利」を記念して古風な凱旋式を催した。ラ・グレットの長官となったルイス・ペレス・バルガは、1546年と1550年の2度にわたりチュニス湖内のChikly島を要塞化し、チュニスの防衛体制を固めた。

## その後
バルバロス・ハイレッディンは何とかアンナバまで落ち延び、自らの艦隊に合流した。彼は報復としてバレアレス諸島のマオーを襲撃し（マオー略奪）、6000人を奴隷としてアルジェに連れ去った。
1574年、オスマン帝国はチュニスを再占領した。任命されたチュニスのベグは半独立状態で、19世紀まで地中海で私掠活動を続けた。1613年にムラード朝、1705年にフサイン朝が成立するが、いずれも名目上はオスマン帝国下の君侯国（ベイリク）だった。1830年、フランスがアルジェリアを征服してフランス領アルジェリアを置いたのちチュニジアにも侵攻し、ここにチュニス海賊の活動は終わった。1881年、フサイン朝はフランスの保護領となった。

## ギャラリー

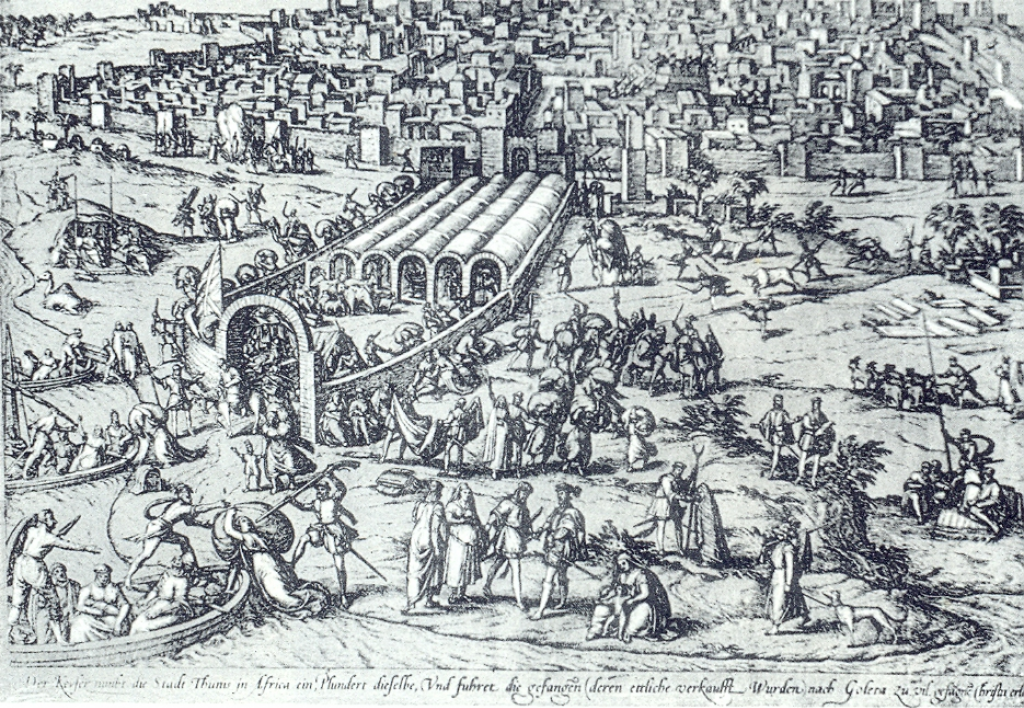
カール5世のチュニス入城
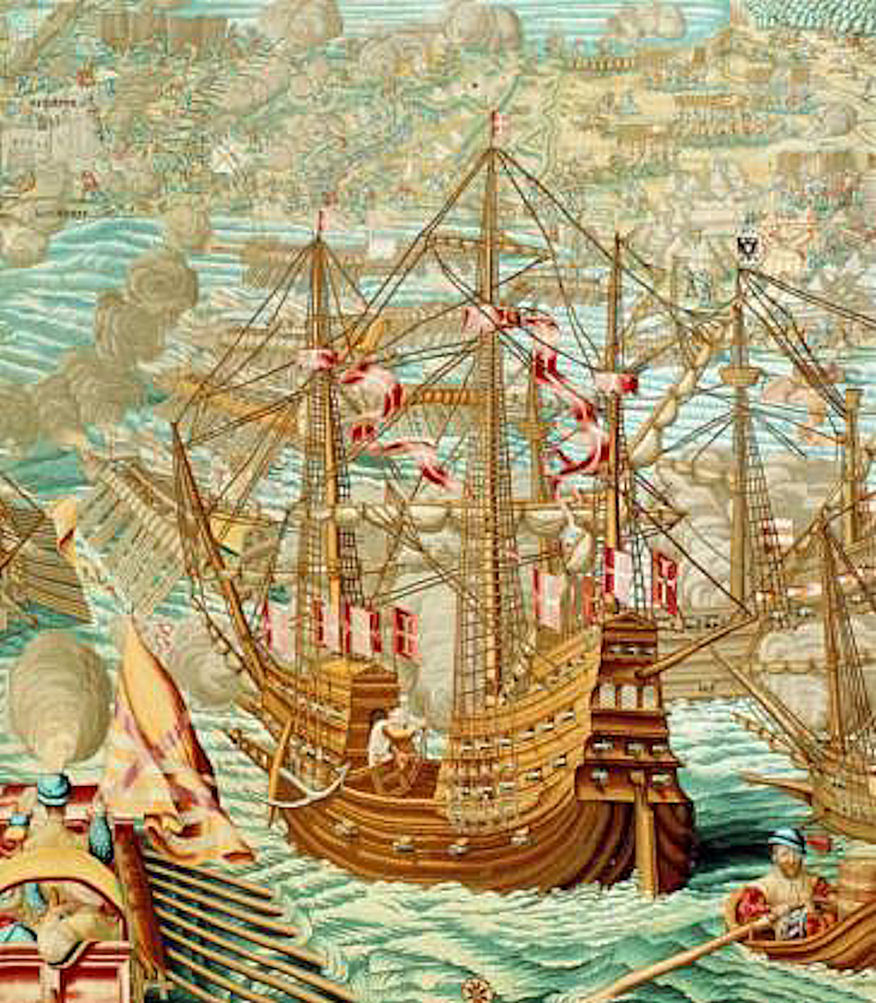
ラ・グレット砲撃
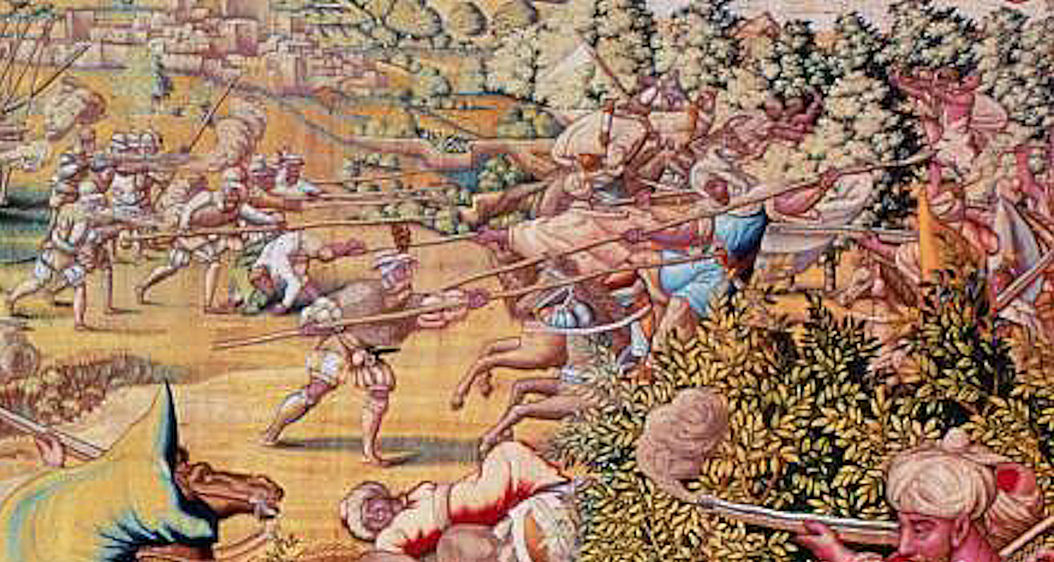
ラ・グレットでの戦闘
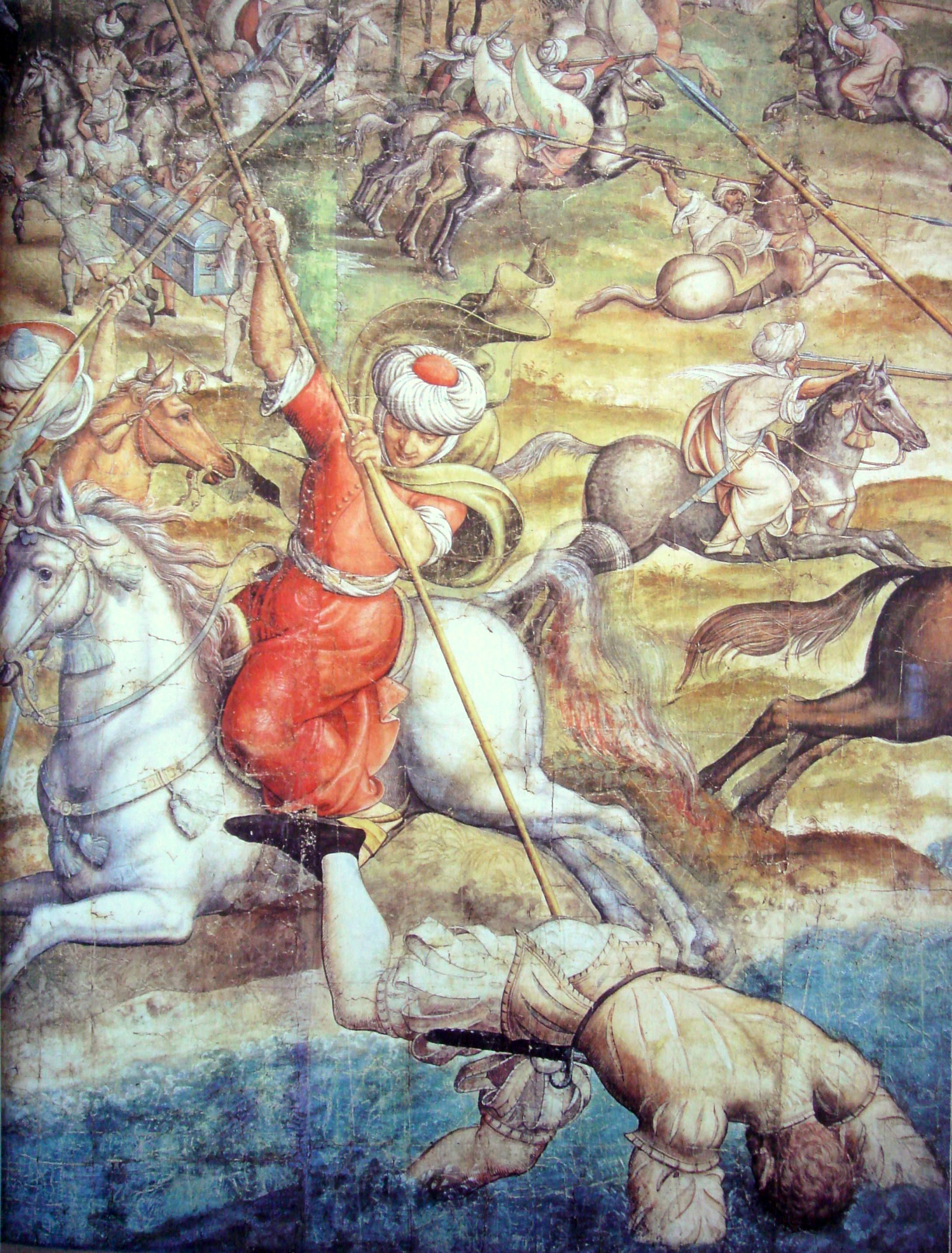
チュニスでの戦闘
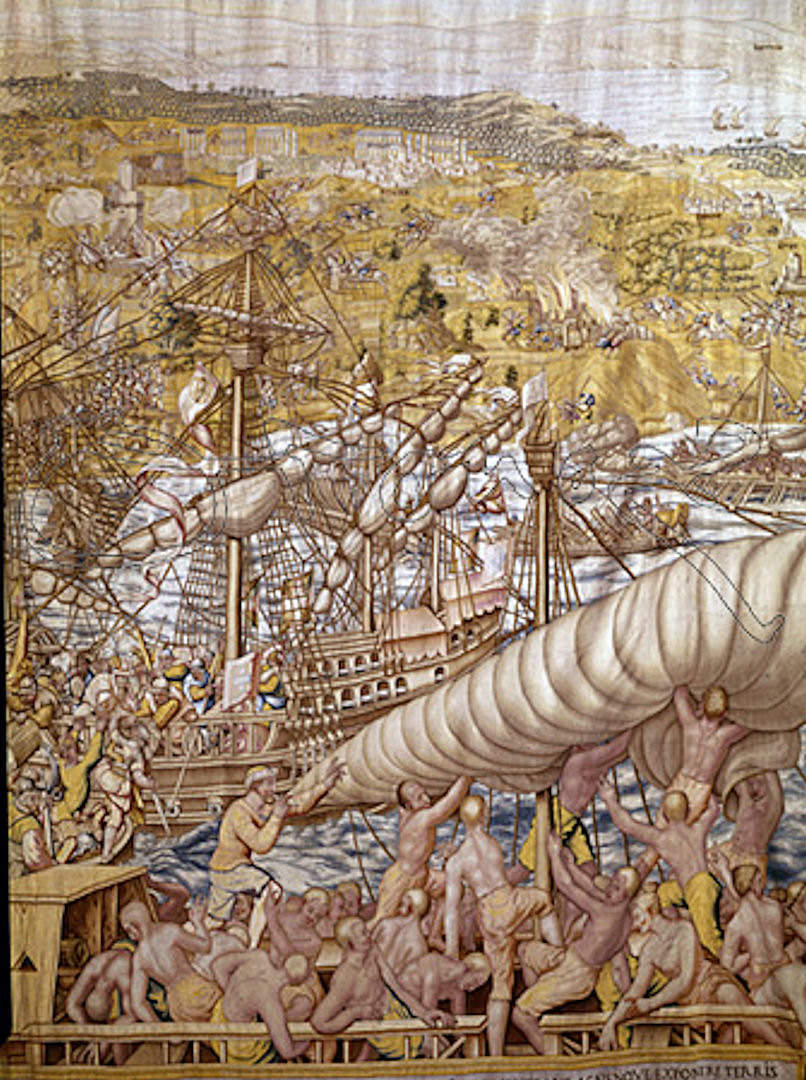
キリスト教徒捕虜の解放
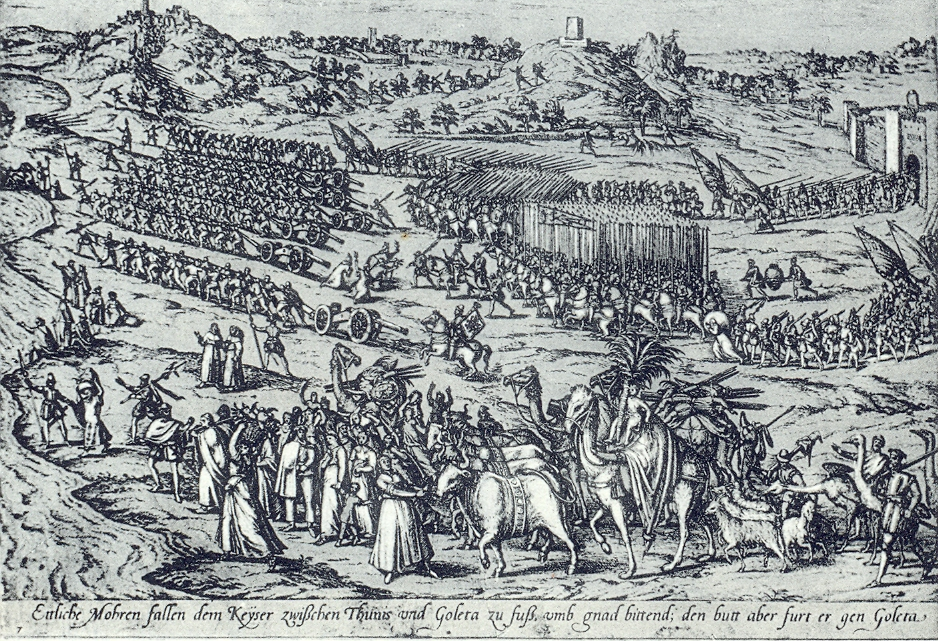
皇帝軍のラデスへの移動
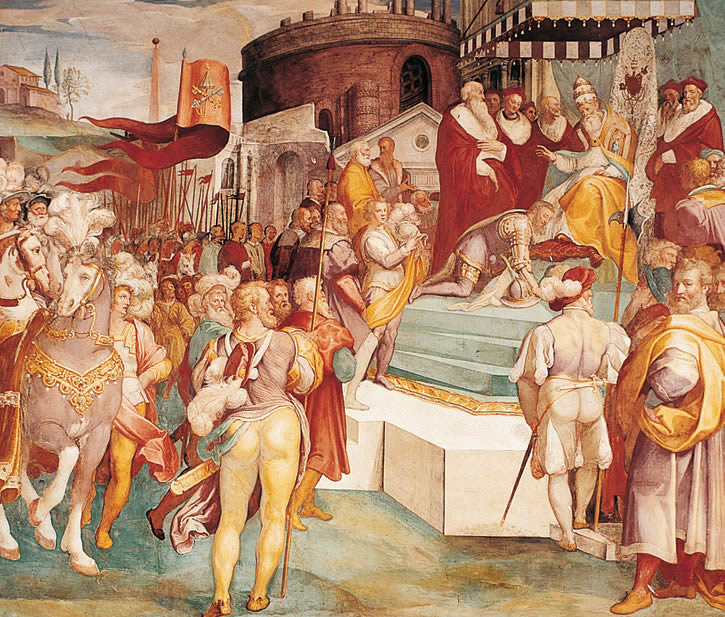
1535年に教皇パウルス3世にチュニス占領を報告するカール5世
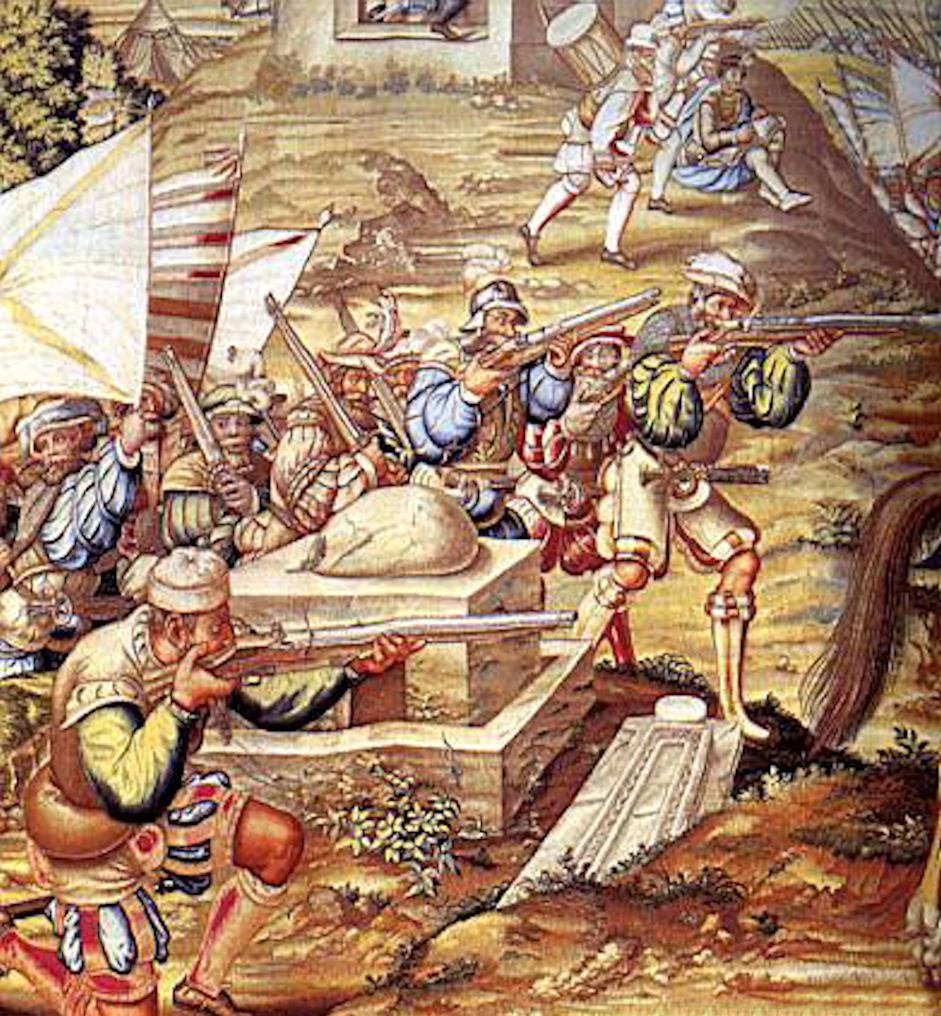
チュニスで戦う皇帝軍, ヤン・コルネリスゾーン・フェルメイエン画
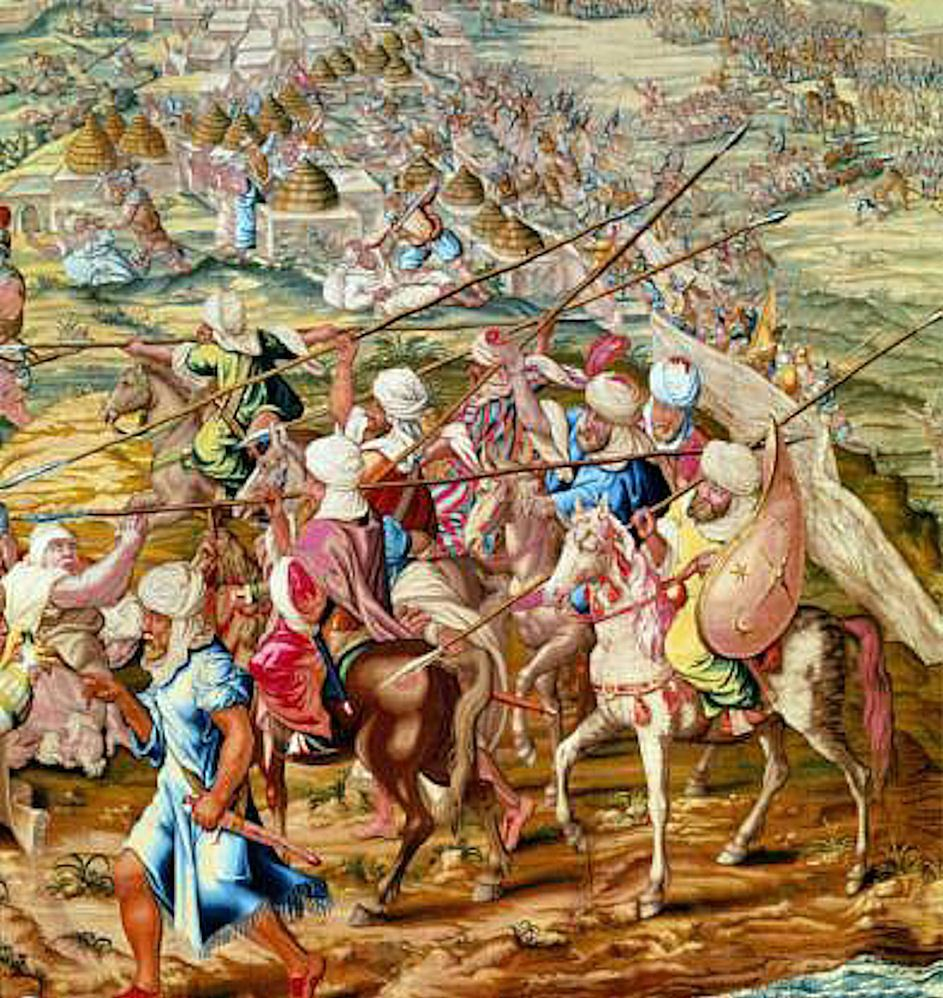
抵抗するオスマン軍